# Opisthoxia caudata
Opisthoxia caudata là một loài bướm đêm trong họ Geometridae.